# Ricard III (obra de teatre)

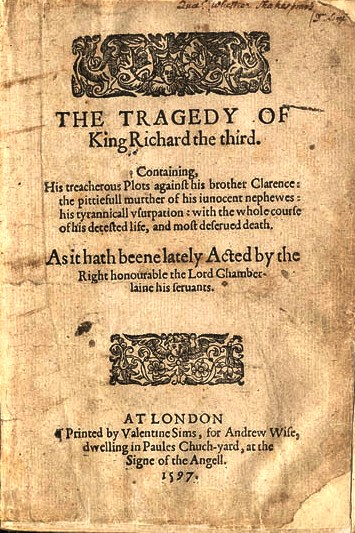
Portada del Primer Foli de la Tragèdia del rei Ricard Tercer

Ricard III (en l'anglès original: Richard III) és una obra teatral de William Shakespeare, escrita vers l'any 1593. És la darrera part de la seva tetralogia històrica sobre la Guerra de les Dues Roses (després de les tres parts d'Enric VI) i narra el maquiavèl·lic ascens al poder de Ricard III d'Anglaterra i el seu breu regnat fins a morir en batalla. Al Primer Foli.
És la segona obra més llarga de l'autor, després de Hamlet. Per aquest motiu, i perquè Shakespeare inclou moltes escenes que assumeixen que l'espectador té un coneixement previ de la situació històrica i els actes previs dels personatges, és habitual que representi en una versió abreujada.

## Dramatis Personae
Casa de York
- Rei Eduard IV – rei d'Anglaterra
- Ricard, duc de Gloucester – germà d'Eduard IV; més tard rei Ricard III
- Jordi, duc de Clarence – germà d'Eduard IV
- Duquesa de York – mare d'Eduard, Ricard i Jordi
- Eduard, príncep de Gal·les – fill gran d'Eduard IV, més tard rei Eduard V
- Ricard, duc de York – fill petit d'Eduard IV
- Noi – fill de Jordi
- Noia – filla de Jordi

Casa de Lancaster
- Reina Margarida – vídua del rei Enric VI
- Fantasma d'Enric VI
- Fantasma d'Eduard de Westminster - fill d'Enric VI
- Lady Anna Neville – vídua d'Eduard de Westminster; més tard reina de Ricard III
- Tressel i Berkeley – servents de Lady Anna (papers sense text)

Família Woodville
- Reina Elisabet – esposa del rei Eduard IV
- Comte Rivers – germà d'Elizabet
- Marquès de Dorset – fill d'Elisabet (d'un matrimoni anterior)
- Lord Richard Grey – fill d'Elisabet (d'un matrimoni anterior)
- Sir Thomas Vaughan – aliat de Rivers i Grey

Aliats de Ricard III
- Duc de Buckingham
- Sir William Catesby
- Duc de Norfolk
- Comte de Surrey[a] – fill de Norfolk
- Sir Richard Ratcliffe
- Sir James Tyrrell – assassí
- Lord Lovel[b]
- Dos assassins
- Patge de Ricard

Aliats del comte de Richmond
- Enric Tudor, comte de Richmond – nebot d'Enric VI; més tard rei Enric VII
- Lord Stanley - padrastre de Richmond
- comte d'Oxford[c]
- Walter Herbert [d]
- James Blount [e]
- William Brandon - Porta-estendards de Richmond (paper sense text)

Clergat
- Arquebisbe de Canterbury [f]
- Arquebisbe de York [g]
- Bisbe d'Ely
- Sir Cristopher - capellà dels Stanley
- John - Clergue

Altres personatges
- Lord Hastings - Lord Camarlenc d'Eduard IV
- Sir Robert Brackenbury - Lloctinent de la Torre
- Escrivà
- Ciutadans, lords, missatgers, soldats...

## Argument

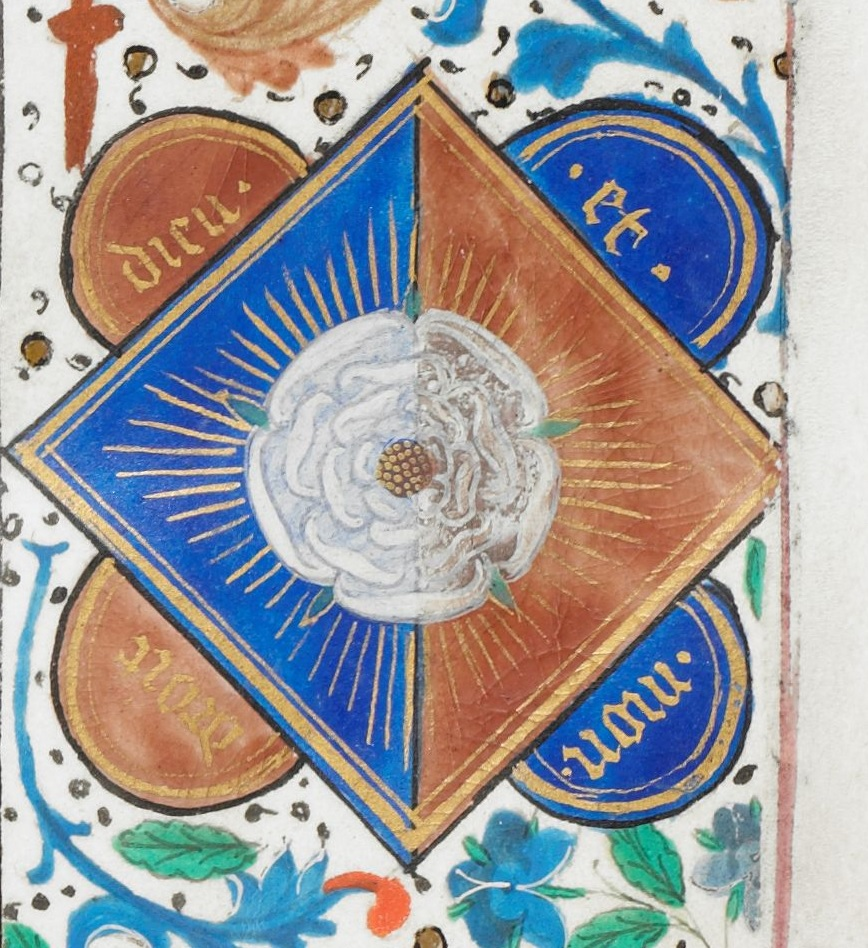
Emblema personal d'Eduard IV: la rosa blanca dels York sobre un sol radiant.(miniatura del s. XV)

L'obra comença amb un monòleg de Ricard (anomenat "Gloucester" al text) en què descriu l'ascens al tron del seu germà gran Eduard IV d'Anglaterra.
| «                                                                     | (català) Ara sí que l'hivern dels nostres rancors pel sol de York s'ha fet estiu de glòria i els núvols que afeixugaven la nostra casa són enterrats en les profunditats de l'oceà! | (anglès) 'Now is the winter of our discontent Made glorious summer by this sun of York; And all the clouds that lour'd upon our house In the deep bosom of the ocean buried. | » |
| — Primers versos de Ricard III. Traducció al català de Pere Puértolas | | |   |

Després de resumir la situació política, Ricard es defineix com a "malformat, deformat, inacabat". Com que la fortuna l'ha fet lleig i geperut, ha decidit fer el paper que li ha tocat i ser malvat. Comença convencent al rei que el seu germà Jordi de Clarence és el traïdor què fa referència la profecia d'una vident, que augura que "G. serà l'assassí dels hereus d'Eduard". (Eduard creu que G. seria l'inicial de George, però en realitat l'assassí dels seus fills serà Ricard de Gloucester).
Un cop Jordi és empresonat a la Torre de Londres, Ricard es proposa seduir Anna Neville, la vídua de l'hereu de l'anterior rei Lancaster. Durant el seguici funeral s'acosta a Lady Anna i tot i les reticències inicials, aconsegueix que ella es comprometi a casar-s'hi fingint amor i penediment.
Mentrestant, a la cort, la reina Elisabet Woodville i els seus parents estan preocupats per la malaltia del rei Eduard IV. Ricard fingeix amistat amb ells, però en realitat predisposa els altres nobles contra els Woodvilles. La reina Margarida (la vídua del difunt rei Enric VI) torna i maleeix els responsables de la mort del seu marit i del seu fill.
El primer acte acaba amb l'assassinat del duc de Clarence, que mor a la Torre de Londres a mans de dos sicaris de Ricard.

## Data i text
Es creu que Ricard II és una de les primeres obres que va escriure Shakespeare, precedida només per les tres parts d'Enric VI i potser algunes comèdies. Els estudiosos pensen que hauria estat escrita el 1591 o 1592, ja que es creu que l'obra va influir a l'Eduard II de Christopher Marlowe (que va morir el maig del 1593).
Va ser inscrita al registre oficial per l'editor Andrew Wise el 20 d'octubre de 1957, i va ser publicada a finals del mateix any en el primer quart (Q1). El 1623 va aparèixer primera edició en foli, incloent una cinquantena de passatges addicionals (unes dues-centes línies de text) i descartant 27 passatges (37 línies) de la versió dels quarts. També hi ha petites correccions en l'estil, el lèxic i l'ortografia.